# Liste der Gedenkstätten in Chemnitz
In der Liste der Gedenkstätten in Chemnitz sind Gedenkstätten der sächsischen Stadt Chemnitz und ihrer Ortsteile aufgelistet. Die Stadt Chemnitz verfügt über eine große Zahl von Kunstobjekten im öffentlichen Raum. Einige von ihnen erinnern an zeitgeschichtliche Ereignisse im Stadtgebiet.

## Monumente zum Gedenken an die durch Kriege Gefallenen

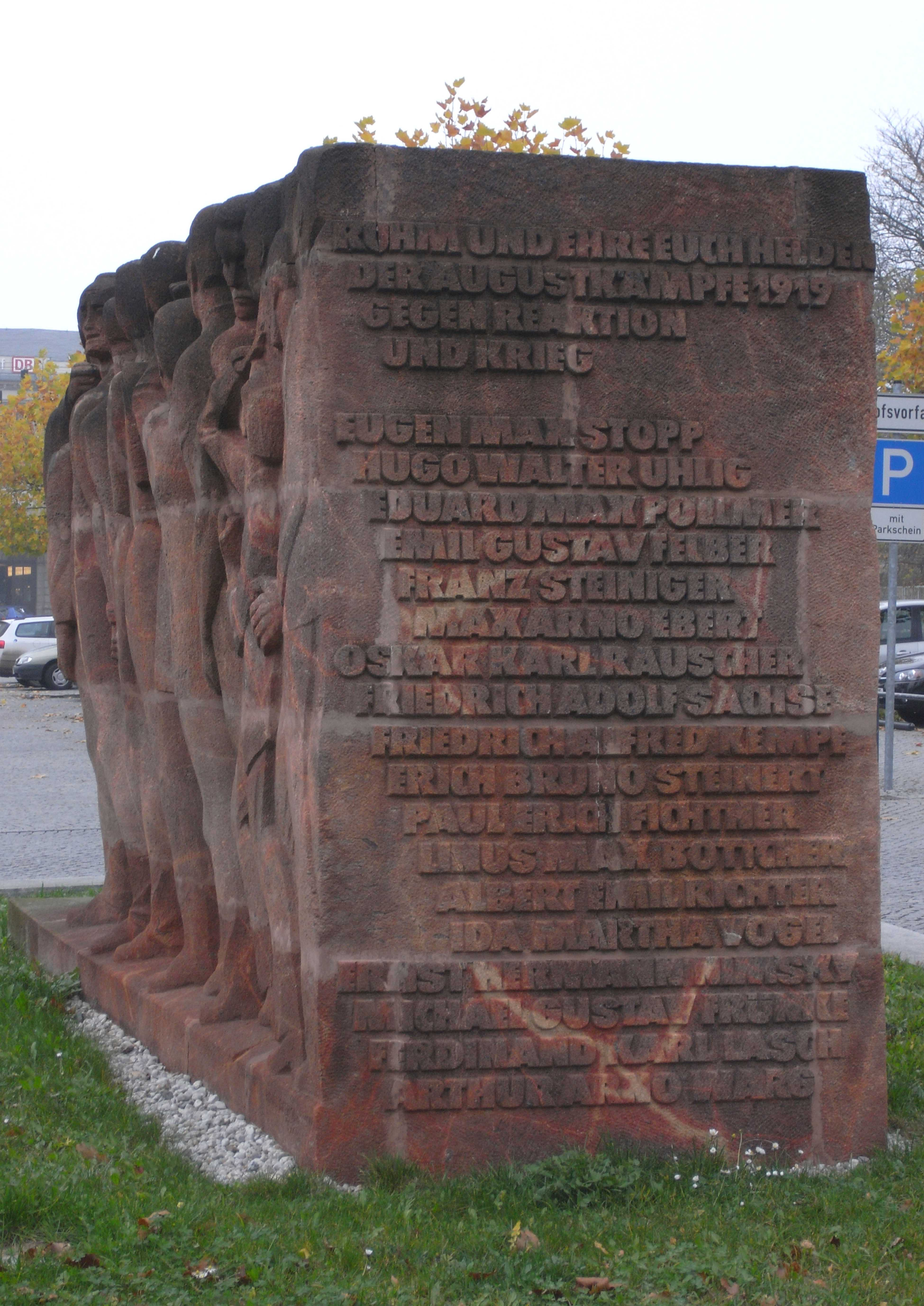
Chemnitz, Denkmal für die Gefallenen von 1919 (Hanns Diettrich, 1977)

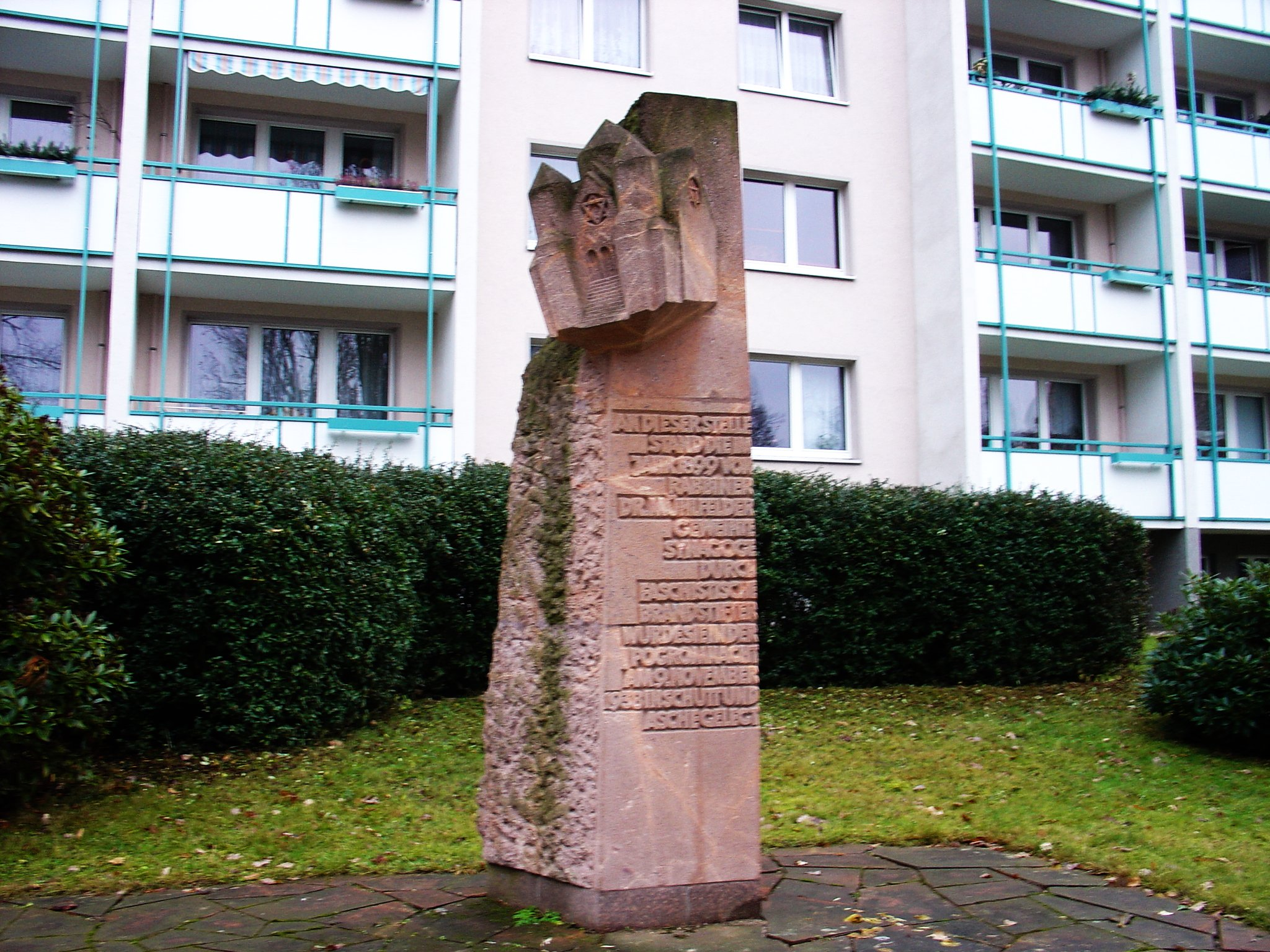
Gedenk-Stele für die am 10. November 1938 zerstörte Synagoge am Stephanplatz

- Denkmal zur Erinnerung an die im Ersten Weltkrieg gefallenen Soldaten des 15. Königlich Sächsischen Infanterie-Regiments Nr. 181 im Zeisigwald
- Sowjetischer Ehrenfriedhof am Richterweg des Stadtteils Reichenhain für 1.130 sowjetische Soldaten sowie Frauen, Kinder und Männer, die während des Zweiten Weltkrieges nach Deutschland verschleppt und Opfer von Zwangsarbeit wurden
- Kriegsgefangenengräber und Denkmal für die im Zusammenhang mit dem Gefangenenlager Ebersdorf Umgekommenen auf dem Friedhof im Chemnitzer Stadtteil Ebersdorf.
- Denkmal für die Gefallenen im Ersten Weltkrieg auf dem Ebersdorfer Stiftsfriedhof.
- Denkmal für die in Kriegsgefangenschaft verstorbenen Soldaten auf dem Städtischen Friedhof.
- Gedenkstätte für die Gefallenen des IR 474 auf dem Städtischen Friedhof.
- Denkmal zur Erinnerung an die im Ersten Weltkrieg Gefallenen des Infanterie-Regiments „Kronprinz“ (5. Königlich Sächsisches) Nr. 104 auf dem Städtischen Friedhof.

## Monumente zur Erinnerung an die Bombenopfer
- Hauptfriedhof: Gräberfelder und Denkmal
- Ortsteilfriedhöfe: Gräber und Denkmäler

## Monumente im Gedenken an jüdische Mitbürger
- Obelisk auf dem Friedhof der Israelitischen Religionsgemeinde am Laubengang von Kaßberg zur Erinnerung an die jüdischen Opfer der Shoa sowie Gedenktafel für eine begrabene Thorarolle. Weitere Gräber und Grabsteine erinnern an jüdische Einwohner von Chemnitz, darunter ein Gedenkstein für die Eltern und weiteren Familienmitglieder des Historikers Adolf Diamant, die im KZ Auschwitz ermordet wurden
- Gedenk-Stele des Bildhauers Volker Beier am Stephanplatz erinnert an die bei den Novemberpogromen 1938 zerstörte Alte Synagoge
- Gedenkplastik ebenfalls von Beier aus dem Jahre 1988 im Innenhof der Technischen Universität Straße der Nationen 62 zur Erinnerung an die deportierten Juden der Stadt
- Gedenktafel (zeitweise im Schloßbergmuseum aufbewahrt) an der Villa von Hermann Fürstenheim Weststraße 13, der hier beim Novemberpogrom ermordet wurde

## Monumente zur Erinnerung an weitere Opfer des Nationalsozialismus
- Urne mit Ascheresten von KZ-Häftlingen im II. Stock des Rathauses zur Erinnerung an den „Unbekannten Antifaschisten“
- Gedenkstätte auf dem alten Friedhof des Rehabilitationszentrums für Blinde und Sehbehinderte an der Flemmingstraße zur Erinnerung an die Opfer des Nationalsozialismus
- Park der Opfer des Faschismus (vorher Karl-Marx-Platz) mit Gedenkwand des Bildhauers Hanns Diettrich[1]
- Gedenkstein am Betriebseingang der Deutsche Bahn AG Emilienstraße 45 zur Erinnerung an die zahllosen hauptsächlich sowjetischen Männer und Frauen, die während des Zweiten Weltkrieges nach Deutschland verschleppt und Opfer von Zwangsarbeit wurden
- Gedenksäulen im Betriebsgelände der Firmen Stahlgießerei Chemnitz und der Brockhausen & Holze GmbH Sandstraße 116 zur Erinnerung an drei antifaschistische Werksangehörige, die Opfer des Faschismus wurden
- Gedenktafel am Wohnhaus Reichsstraße 69 für den ermordeten Antifaschisten Fritz Matschke
- Gedenkstein An der alten Harth zwischen Berbisdorf und Einsiedel zur Erinnerung an neun unbekannte KZ-Häftlinge, die gegen Ende des Krieges ermordet wurden
- Gedenkstein am Rand des Hutholzes zur Erinnerung an sieben ermordete Widerstandskämpfer
- VVN-Denkmal vor dem Wohnhaus im Ortsteil Glösa An den Weiden Nr. 48 an die Familie Meta und Karl Gesell sowie August Gerke, die im KZ Sachsenhausen ermordet wurden
- Gedenkstein am Haus Zwickauer Straße Nr. 418 des Ortsteiles Siegmar-Schönau für den Antifaschisten Anton Ehrhardt, der 1933 ermordet wurde
- Gedenkstein an der Endhaltestelle der Buslinie 21 zur Erinnerung an den kommunistischen Widerstandskämpfer Max Saupe, der 1945 im KZ Sachsenhausen ermordet wurde
- Gedenkstein an der Grundschule (zu DDR-Zeiten POS Ernst Enge) Carl-von-Ossietzky-Straße 171 des Ortsteiles Gablenz zur Erinnerung an den antifaschistischen Widerstandskämpfer Ernst Enge, der 1944 im Gefängnis Hohe Straße ermordet wurde
- Gedenkstein im Gartenheim des Kleingartenvereins Hilbersdorfer Höhe für den Antifaschisten Rudolf Liebold, der 1935 an den erlittenen Folterungen starb
- Gedenktafeln in der Rudolf-Krahl-Straße zur Erinnerung an die Antifaschisten Horst Reinhardt (Haus Nr. 65) und Max Schmidt (Haus Nr. 66), die in Wien bzw. im KZ Sachsenhausen ermordet wurden
- Gedenktafel am Wohnhaus Ammonstraße 43 für den Widerstandskämpfer Alfons Pech, der 1945 ermordet wurde
- Ehrenhain für die Verfolgten des Naziregimes auf dem Städtischen Friedhof
- Ehrenhain der Sozialisten auf dem gleichen Friedhof, Eingang Wartburgstraße, mit Erinnerungstafeln für 49 NS-Gegner, die ermordet wurden, sowie für die emigrierten Antifaschisten Clara Zetkin, Fritz Heckert und den im KZ Sachsenhausen umgebrachten Ernst Schneller
- Gedenk- und Informationstafel an der Zwickauer Straße vor den ehemaligen Wanderer-Werken der Auto Union AG für das Zwangsarbeiter-Lager „Landgraf“ und das Außenlager Siegmar-Schönau des KZ Flossenbürg

## Monument zur Erinnerung an die Opfer der Gewaltherrschaft 1945–1989
- Stele aus Halmstadt Gneis an der Hohen Straße gegenüber dem Landgericht